# اریک بتزیگ
اریک بتزیگ (انگلیسی: Eric Betzig؛ زادهٔ ۱۳ ژانویهٔ ۱۹۶۰) یک دانشمند اهل ایالات متحده آمریکا است.
او به همراه استفان هل و ویلیام اسکو مورنر به طور مشترک موفق به دریافت جایزه نوبل شیمی در سال ۲۰۱۴ «برای توسعه میکروسکوپ فلورسانس در مقیاس نانو» شد.